# Misiune: Imposibilă - Răfuială finală
Misiune: Imposibilă - Răfuială finală este un film american de acțiune cu spioni din 2025, regizat de Christopher McQuarrie⁠(d) dintr-un scenariu pe care l-a scris împreună cu Erik Jendresen⁠(d). Este continuarea filmului Misiune: Imposibilă. Răfuială mortală (2023), a opta parte și ultima din seria de filme Misiune: Imposibilă. În Misiune: Imposibilă - Răfuială finală Tom Cruise revine în rolul lui Ethan Hunt⁠(d), a cărui echipă IMF continuă confruntarea cu o puternică inteligență artificială necinstită cunoscută sub numele de „Entitatea”. Distribuția de ansamblu include pe Hayley Atwell⁠(d), Ving Rhames, Simon Pegg, Henry Czerny⁠(d) și Angela Bassett.
În ianuarie 2019, Cruise a anunțat că al șaptelea și al optulea film Misiune: Imposibilă vor fi turnate simultan cu McQuarrie scriind și regizând ambele filme. Noi membri ai distribuției au fost anunțați la scurt timp după, iar Lorne Balfe⁠(d), cel care a compus partitura pentru Declinul, s-a întors pentru a compune și pentru acest film. Filmările au început în martie 2022 în Regatul Unit, cu alte locații de filmare fiind în Malta, Africa de Sud și Norvegia. Producția a fost oprită în iulie 2023 din cauza grevei sindicatului actorilor, reluată în martie 2024 și încheiată în noiembrie 2024. Filmul, intitulat inițial Misiune: Imposibilă.  - Răfuială mortală partea a doua, a avut o schimbare de nume în noiembrie 2024. Cu un buget estimat la 400 de milioane de dolari, este unul dintre cele mai scumpe filme realizate vreodată.
Filmul a avut premiera mondială la Tokyo pe 5 mai 2025, va fi proiectat la Cannes pe 14 mai și este programat să fie lansat în cinematografele din întreaga lume pe 23 mai, de către Paramount Pictures.